# Hannega
Hannega war ein Volumenmaß für trockene Waren, ein sogenanntes Getreidemaß, und galt in St.Sebastian, einer Stadt in Spanien.
- 1 Hannega =  3007 Pariser Kubikzoll = 59,64 Liter, rund 60 Liter